# Himantocladium submontanum
Himantocladium submontanum là một loài rêu trong họ Neckeraceae. Loài này được Enroth mô tả khoa học đầu tiên năm 1989.